# Țvitkove, Kameanka-Dniprovska
Țvitkove (în ucraineană Цвіткове) este un sat în comuna Novodniprovka din raionul Kameanka-Dniprovska, regiunea Zaporijjea, Ucraina.

## Demografie
Componența lingvistică a localității Țvitkove
     Ucraineană (86,46%)
     Rusă (13,54%)
Conform recensământului din 2001, majoritatea populației localității Țvitkove era vorbitoare de ucraineană (86,46%), existând în minoritate și vorbitori de rusă (13,54%).